# Noppawan Lertcheewakarn
Noppawan Lertcheewakarn (née le 18 novembre 1991 à Chiang Mai) est une joueuse de tennis thaïlandaise, professionnelle de 2009 à 2017.

## Carrière
Championne du monde junior en 2008, elle s'est notamment distinguée en disputant la finale du tournoi de Wimbledon contre Laura Robson. En 2009, elle remporte cette fois-ci le tournoi contre Kristina Mladenovic et termine la saison n°2. En outre, elle est championne d'Asie/Océanie en 2007 et 2008, et championne d'Asie en 2008. En double, elle a remporté l'US Open en 2008, Roland-Garros et Wimbledon en 2009.
En 2010, elle participe à son premier tournoi du Grand Chelem, à Wimbledon sur invitation, où elle s'incline au premier tour contre Andrea Hlaváčková.
C'est à l'Open de Malaisie en 2011, qu'elle atteint sa première finale en double dames sur le circuit WTA, aux côtés de Jessica Moore.
Sur le circuit ITF, elle a remporté cinq titres en simple et huit en double. Son titre le plus important a été acquis à Dubaï fin 2011.
Après la fin de sa carrière, elle tente de devenir officier de police.

## Palmarès

### Titre en double dames
Aucun

### Finale en double dames
| No | Date       | Nom et lieu du tournoi          | Catégorie | Dotation  | Surface    | Vainqueures                     | Partenaire    | Score            |          |
| -- | ---------- | ------------------------------- | --------- | --------- | ---------- | ------------------------------- | ------------- | ---------------- | -------- |
| 1  | 28-02-2011 | BMW Malaysian Open Kuala Lumpur | Intern'l  | 220 000 $ | Dur (ext.) | Dinara Safina Galina Voskoboeva | Jessica Moore | 7-5, 2-6, [10-5] | Parcours |

### Finale en double en WTA 125
| No | Date       | Nom et lieu du tournoi | Catégorie | Dotation  | Surface    | Vainqueures                          | Partenaire    | Score            |          |
| -- | ---------- | ---------------------- | --------- | --------- | ---------- | ------------------------------------ | ------------- | ---------------- | -------- |
| 1  | 05-11-2012 | Royal Indian Open Pune | WTA 125   | 125 000 $ | Dur (ext.) | Nina Bratchikova Oksana Kalashnikova | Julia Glushko | 6-0, 4-6, [10-8] | Parcours |

## Parcours en Grand Chelem

### En simple dames
| Année | Open d'Australie | Open d'Australie | Internationaux de France | Internationaux de France | Wimbledon       | Wimbledon         | US Open         | US Open             |
| ----- | ---------------- | ---------------- | ------------------------ | ------------------------ | --------------- | ----------------- | --------------- | ------------------- |
| 2010  | —                | —                | —                        | —                        | 1er tour (1/64) | Andrea Hlaváčková | —               | —                   |
| 2011  | —                | —                | —                        | —                        | —               | —                 | 1er tour (1/64) | Anastasiya Yakimova |

N.B. : à droite du résultat se trouve le nom de l'ultime adversaire.

### En double dames
| Année | Open d'Australie | Open d'Australie | Internationaux de France | Internationaux de France | Wimbledon                                                                          | Wimbledon | US Open | US Open |
| ----- | ---------------- | ---------------- | ------------------------ | ------------------------ | ---------------------------------------------------------------------------------- | --------- | ------- | ------- |
| 2011  | —                | —                | —                        | —                        | 1er tour (1/32) Jessica Moore \|\| style="text-align:left;" \| A. Kerber C. McHale | —         | —       |         |

N.B. : le nom de la partenaire se trouve sous le résultat ; le nom des ultimes adversaires se trouve à droite.

## Parcours en Fed Cup
| #                                                              | Date       | Lieu      | Surface    | Gagnante(s)     | Perdante(s)       | Score    |          |
|                                                                |            |           |            |                 |                   |          |          |
| 2014 - Barrage (groupe mondial II) - Suède - Thaïlande - 4 : 0 |            |           |            |                 |                   |          |          |
| 1                                                              | 19/04/2014 | Lidköping | Dur (int.) | Johanna Larsson | N. Lertcheewakarn | 6-1, 6-3 | Parcours |

## Classements WTA en fin de saison
| Année          | 2006 | 2007 | 2008 | 2009 | 2010 | 2011 | 2012 | 2013 | 2014 | 2015 | 2016 | 2017 |
| Rang en simple | 1196 | 568  | 384  | 384  | 199  | 185  | 218  | 230  | 284  | 412  | 417  | 495  |
| Rang en double | 829  | 747  | -    | 688  | 180  | 114  | 162  | 150  | 228  | 276  | 711  | 594  |

Source : (en) Classements de Noppawan Lertcheewakarn sur le site officiel de la Fédération internationale de tennis